# Romancing SaGa 3
Romancing SaGa 3 (ロマンシング サ・ガ3, Romanshingu Sa・Ga Surī) est un jeu vidéo de rôle sur Super Famicom développé par Square sorti au Japon en novembre 1995. Il est le sixième épisode de la série de jeux SaGa (le dernier sur Super Famicom) et remporte un grand succès au Japon, se vendant à 1,3 million d'exemplaires.

## Accueil
Consoles + : 90% (n°51 - Février 1996)